# Predel Point
Der Predel Point (englisch; bulgarisch нос Предел nos Predel) ist eine Landspitze der Anvers-Insel im Palmer-Archipel westlich der Antarktischen Halbinsel. Sie liegt am Nordwestufer der Fournier-Bucht und trennt die Mündung des Rhesos-Gletschers im Norden von derjenigen des Thamyris-Gletschers im Süden.
Die bulgarische Kommission für Antarktische Geographische Namen benannte sie 2009 nach dem Bergsattel Predel im Südwesten Bulgariens.